# 아리즈미 토오루
아리즈미 토오루( 有隅 融, 1997년 4월 3일 ~ )는 일본의 성우로, 사이타마현 출신이며, 81 프로듀스 소속다.